# 宮谷一彦
宮谷 一彦（みやや かずひこ、本名：渕上 一、1945年11月11日 - 2022年6月28日）は、日本の漫画家。ペンネームは高校（名古屋市立工芸高校）の先輩である洋画家宮永岳彦に由来する。大阪府出身。
先進的な漫画技法と文学的な作風によって1960年代後半から1970年代前半にかけてカリスマ的な人気を博した。

## 経歴
1945年11月11日、大阪府に生まれ、その後三重県四日市市にて少年時代を過ごす。その頃より石ノ森章太郎に憧れ、漫画家になることを目指す。名古屋市立工芸高校産業美術科に入学するも、一年で愛知県立旭丘高等学校美術科に転入。在学時より、休みの度に上京し、石ノ森章太郎の仕事場を訪ねて漫画の制作過程を直に学ぶ。
卒業後に改めて上京し、国分寺に下宿、漫画家を目指すもうまくいかず、四日市に戻り、就職してイラストを描く仕事につく。
1967年、「ねむりにつくとき」（『COM』月例新人賞受賞作）でデビュー。永島慎二に次ぐ「青春劇画のホープ」と期待される。
デビュー後、当時流行していた学生運動に影響を受け作品が政治的色彩を帯びるようになる。1969年、『ヤングコミック』で革命集団によるクーデターを描いた「太陽への狙撃」、1970年執筆の「性蝕記」がヒットし時代の寵児となる。学生運動の「日和」と公害を描いたこの作品は劇画マニアから絶大な支持を得た。
1971年、右翼の実力者であった西山広喜の娘と駆け落ちをして話題となる。彼女との恋愛は、私漫画作品『ライク ア ローリング ストーン』の中でも描かれている。また、当時出版された単行本には宮谷と妊娠5ヶ月の妻のヌード写真が掲載されている（しかし2人はその後離婚）。
1973年に、東京から軽井沢に転居。1974年から住居を名古屋市に移している。
1973年には梶原一騎と組み、グレート東郷をモデルとしたプロレス漫画「プロレス地獄変」を執筆。
その後も政治や若者の風俗を描いた作品を多数発表するかたわらシュールな作品も発表する。1976年に『ヤングコミック』に連載された「肉弾時代」は、三島由紀夫と思われる人物を題材に過剰なまでのナルシシズムを描き高い評価を得た。
学生運動の熱気が冷めて以降、70年代末から徐々に発表する作品数が減っていく。1980年、『ビッグコミックスピリッツ』創刊号より「虎の娘」を連載するも12話で終了となる。以降の作品は数えるほどしかない。執筆活動を行っていない時期は文化財の保護や野鳥を保護する仕事をしていたという。現在はインターネットを使っての発表が主である。
2017年、『ライク ア ローリングストーン』が初単行本化されると共に、Amazon Kindleによる復刻が始まっている。
2021年、『ヤングキングアワーズ』8月号に、1999年の「白鷺心中」以来22年ぶりの雑誌メディア掲載作となる「虎の娘（序）トラウマ」が発表される。ただしこれは新作ではなく、1981年に連載が終了した前記「虎の娘」のスピンオフ作品として執筆されるも長らく未発表となっていた作品に一部手を加えたものであった。
2022年6月28日午後6時ごろ、心不全により死去。千葉県内の自宅で倒れているところを発見されたという。76歳没。

## 人物
- 画風は当時として異質なほど緻密であり、スクリーントーンを重ね貼りしたり、その表面を削って絵の立体感や材質感等を表現する技法は宮谷とそのアシスタントたちが確立したといわれている。大友克洋をはじめとする多くの漫画家に多大な影響を与えた。
- はっぴいえんどのアルバム「風街ろまん」のジャケット画も手がけている[6]。

## 漫画作品リスト
1967年
- ねむりにつくとき（COM、1967/5）
- 陽は沈むことなく（COM、1967/8）
- とむらいの歌（刑事49号、1967/8/25）
- 獣 この死に様を見ろ（ヤングコミック、1967/12）
- 魂の歌（ボーイズライフ、1967/12）
- キャプテン・スカーレット（文：北川幸比古）（小学五年生、1967/12～1968/3）

1968年
- 悪徳の街（漫画パンチ、1968/2/1）
- ・・・そして今も（美しい十代、1968/4）
- レーサーの喪章は赤いバラの花（作：梶原一騎、構成：真樹日佐夫）ヤングコミック、1968/4/23）
- 街には雨が・・・（COM、1968/5）
- あいつとオイルと枯れ草と（ヤングコミック、1968/6/11）
- 血に染めろ（劇画コミックサンデー、1968/6/13）
- セブンティーン（COM、1968/7付録 ぐらこん3）
- とむらいの歌・手負い狼（劇画コミックサンデー、1968/7/11）
- 風にふかれて（劇画コミックサンデー、1968/7/25）
- 墓標には拳銃を（劇画コミックサンデー、1968/8/8）
- 黒くぬれ！（コミックVAN	、1968/8/22）
- 地下大戦（劇画コミックサンデー、1968/8/22～12/12）
- おとうと（COM、1968/10付録 ぐらこん6）
- 不死鳥JYO（ボーイズライフ、1968/10）
- 若き獅子は吼えず（コミックVAN、1968/10/17）
- 夏の終わり（劇画マガジン、1968/8/28）
- 流れるままに（ごん、1968/11）
- めざめ（別冊女学生の友 POPファンタジー、'68SUMMER）
- つみとばつ（劇画ヤング、1968/12/25）

1969年
- 風は知らない（作：山田正弘）（ヤングレディ、1969/1/1～2/10）
- おれたちの季節（漫画アクション、1969/1/30）
- 死はわが友（原作：大藪春彦）（劇画ヤング、1969/2/5～4/30）
- ライク・ア・ローリングストーン（COM、1969/4～9）
- 75セントのブルース（少年サンデー、1969/4/6）
- 蒼き馬の騎手（ヤングコミック、1969/4/8）
- 闇に流れる詩（少年サンデー、1969/4/13）
- 血溜まりに拳銃（劇画ヤング、1969/4/16）
- 命かれても・・・（ヤングコミック、1969/5/13）
- 太陽への狙撃（ヤングコミック、1969/7/22～9/9）
- あらしの中をつっ走れ!!（デラックス少年サンデー、1969/8）
- 太陽と潮騒の中で（少年サンデー、1969/8夏休み増刊号）
- ＧＰ魂（少年サンデー、1969/10/26～11/9日号）
- 夜明けよ急げ！（漫画アクション、1969/11/27、12/4）

1970年
- おれは機関士（原作：相良俊輔）（少年サンデー お正月増刊号、1970/1）
- 炎のレーサー（少年サンデー、1970/1/11）
- ラスト・ステージ（プレイコミック、1970/1/24）
- 死者は誰が裁く（ヤングコミック、1970/1/27）
- 滅亡のバラード（漫画ゴラク、1970/3/10）
- 野獣に罠！（プレイコミック、1970/3/14、3/28）
- 海を見ていたジョニー（原作：五木寛之）（女性自身、1970/3/21～5/9･16）
- 性葬者（ヤングコミック、1970/3/24）
- 密林に叫ぶ歌（DELUXE少年サンデー、1970/4）
- 荒野遥かに（プレイコミック、1970/4/25）
- 劇画"よど号"（女性自身、1970/4/25）
- 性蝕記（ヤングコミック、1970/4/28）
- ゆるやかなる斜面（サンデー毎日増刊「劇画とマンガ 第2集」、1970/5/9）
- 日蝕（ヤングコミック、1970/5/27）
- 夜霧の標的者（ヤングコミック、1970/6/24）
- 墓碑はいらない（プレイコミック、1970/6/27～8/22）
- 霧中飛行者の嘆息（COM、1970/7）
- 輪舞（ヤングコミック、1970/7/22）
- ソーロングマミー SO LONG（明星、1970/8）
- ならば僕は1ページ一時間でかいてやろう（COM、1970/8）
- 白夜（COM、1970/9～12）
- 異邦人たち（サンデー毎日増刊「劇画&マンガ 第3集」、1970/8/7）
- 黄金死篇（ヤングコミック、1970/9/23）
- 日本境界線（プレイコミック、1970/10/24～12/26）
- 地獄へ全速（マントップ、1970/11）
- 魔訶曼陀羅華曼珠沙華（ヤングコミック、1970/11/11）
- 古都に冬（ビッグコミック、1970/11/25）
- あに おとうと（ヤングコミック、1970/11/25）

1971年
- 陽だまりの詩 (作・O・ヘンリー)（希望の友、1971/2）
- ROAD ATLANTA（AUTO SPORT YOUNG 新春臨時増刊、1971/2）
- からす かきのみ わたぼおし（プレイコミック、1971/2/27）
- 絶景！富士山麓に鸚鵡鳴く（マントップ、1971/3）
- 逃亡者（プレイコミック、1971/3/13）
- 蠅たちの宴（プレイコミック、1971/3/27）
- 堕天使万華鏡 ほ.ほ.ほたる（マントップ、1971/4）
- 抱きしめたい（プレイコミック、1971/4/10、4/24）
- アリバイ売り少年旅行記（プレイコミック、1971/5/8）
- 知内床旅情（ヤングコミック、1971/5/12）
- 柩は深紅の五リッター（プレイコミック、1971/5/22）
- 風雲急身延山驚天童子（ヤングコミック、1971/6/9）
- ジャンピン ジャック フラッシュ（プレイコミック、1971/6/12）
- 俺とお前 重い海の陽（プレイコミック、1971/6/26）
- ライク・ア・ローリングストーン ’71（まんがコミュニケーション NO.3、1971/7）
- 人力死行機（プレイコミック、1971/7/10）
- 穴好人の子息　初夏の陽ざしぽかぽか（ヤングコミック、1971/7/14）
- 青いとかげの街（プレイコミック、1971/8/14～11/13）
- 夕凪船長（COM、1971/9）
- 緑色なる花弁（タッチ、1971/9）
- 地底屍群 東京壊滅（女性自身、1971/9/11～11/20•27）
- 大帝崩御（タッチ、1971/10）
- 風景（タッチ、1971/11)
- Can't Buy Me Love (マントップ、1971/11)
- ぬくもり（プレイコミック、1971/11/27）
- 蛍雪時代（タッチ、1971/12）
- 雪原より遠くはなれて（プレイコミック、1971/12/11）
- 破滅の滑走路（プレイコミック、1971/12/25、1972/1/8）

1972年
- はっぴいえんど（プレイコミック、1972/1/22）
- 黄昏ドンキホーテ（プレイコミック、1972/2/12）
- 壁のかなたに白い室ありて（音楽専科、1972/3）
- 水鳥の浮かぶ哀し（プレイコミック、1972/3/11）
- トーキョよいとこ一度は・・・（プレイコミック、1972/3/25）
- 19回目の神経衰弱（音楽専科、1972/4）
- 地を這う双子座（プレイコミック、1972/4/8）
- 嘆きの仮面ライター（プレイコミック、1972/4/22）
- ロック互重死（プレイコミック、1972/5/13）
- 気怠い旅立ち（プレイコミック、1972/5/27）
- GIMME SHELTER 迷彩の鳩（プレイコミック、1972/6/10)
- サンディドライバー（プレイコミック、1972/6/24)
- 野獣の死に様（プレイコミック、1972/7/8、7/22）
- 不死鳥の墓（希望の友、1972/8）
- イカルスの罠（プレイコミック、1972/8/12、8/26)
- 残された者達（プレイコミック、1972/12/9）

1973年
- THE BIG MAN（増刊プレイコミック、1973/1/20）
- ワンペアプラスワン（プレイコミック、1973/1/27）
- 300キロも遠くへ（プレイコミック、1973/3/24）
- 現代ビジネスマン史記（原作：幾瀬勝彬）（別冊宝石、1973/3,5,7）
- 絵録露難戦す（漫画サンデー、1973/4/3増刊）
- プロレス地獄変（原作：梶原一騎）（劇画ゲンダイ、1973/6/3～8/25）
- 天動説（漫画サンデー、1973/7/7～1974/1/26）

1974年
- 標的よさらば（コミックVAN、1974/5/23）
- 神話時代（プレイコミック、1974/12/28）

1975年
- ダビデの眠る日（プレイコミック、1975/1/11、1/25）
- キャメル（少年チャンピオン、1975/3/31～5/19）
- 影のコマンダー（週刊漫画TIMES、1975/6/14～7/5）
- 港のヨーコ・ヨコハマ・ヨコスカ（週刊漫画サンデー、1975/9/20～10/18）

1976年
- 肉弾人生(第1部 プロレス怒涛篇)（増刊ヤングコミック、1976/4/13,5/11,7/16）
- 肉弾時代（ヤングコミック、1976/4/14,4/28,11/10 増刊ヤングコミック、1978/1/20,2/20）
- 肉弾激飢餓（コミックギャング、1976/8)
- 冒険王(肉弾人生 番外)（増刊ヤングコミック、1976/8/21）
- 密漁の白い肌（週刊漫画サンデー、1976/8/24～9/21）
- 肉弾人生 (第2部 嫁賣ジャイアンツ篇)（増刊ヤングコミック、1976/9/30～1977/12/20)
- 肉弾激餓 其之弐  (コミックギャング、1976/10)
- 青春相続人 ODYSSEIA '77（漫画ジョー、1976/12/30～1977/1/27）

1977年
- 肉弾激餓・鉄と肉 I  (コミックギャング、1977/6)
- 生戀（ガロ、1977/8,9,11,12,1978/1,2･3,6)

1978年
- 人魚伝説（週刊漫画サンデー、1978/11/7～12/26）

1980年～
- 孔雀風琴（ビッグゴールド、1980/秋）
- 虎の娘（ビッグコミックスピリッツ、1980/11～1981/8/15）
- スーパーバイキング（ヤングジャンプ、1982/12/2～1983/1/6･13）
- 方舟物語（近代麻雀オリジナル、1983/9,11,1984/3,5,7,9,11,1985/3,5,7,12,1986/3）
- バブルキッド28（近代麻雀オリジナル、1991/3/27増刊）
- 白鷺心中（コミックビンゴ、1999/5）
- 虎の娘（序）トラウマ（月刊ヤングキングアワーズ、2021/8）

## 作品集
- 性蝕記（虫プロ商事1971年）
- 性蝕記／マッチ売りの少女（虫プロ商事1971年）
- 俺たちの季節（三崎書房1971年）
- ジャンピンジャックフラッシュ（三崎書房1972年）
- 性紀末伏魔考（青林堂1973年）
- とうきょう屠民エレジー（ブロンズ社1973年）
- ダビデの眠る日（青林堂1975年）
- 青春相続人（青林堂1977年）
- 人魚伝説・上下（ブロンズ社1980年）
- 人魚伝説・上下（竹書房1983年）
- 孔雀風琴（けいせい出版1983年）
- 肉弾時代（廣済堂1985年）
- 肉弾時代（太田出版1998年）
- スーパーバイキング―宮谷一彦自選集（チクマ秀版社 2007年）
- ライク ア ローリング ストーン（フリースタイル 2017年)

## 書籍
- フォー・ビギナーズ・シリーズ「右翼」（文：猪野健治 現代書館 1987年）
- 白鷺心中/つみとばつ/宮谷一彦原画展  (まんだらけ出版 2008年)

## 師匠
- 永島慎二
- 石ノ森章太郎

## アシスタント
- 下條よしあき
- ひろき真冬
- 白山宣之
- 榊まさる
- 空飛光一